# Tau de la Balena e
Tau de la Balena e és un exoplaneta confirmat que pot estar orbitant a la vora de l'estrella de característiques similars al Sol, Tau de la Balena a una distància d'11,905 anys llum del Sol. És el quart planeta del sistema en distància a la seva estrella.
És notable per la seva predita habitabilitat i propietats similars a la Terra, amb un Earth Similarity Index de 0,77 i una òrbita que el col·loca en la vora interior calenta de la zona habitable de Tau Ceti.

## Descobriment
Igual que amb els altres quatre planetes de Tau de la Balena, va ser detectat duent a terme anàlisis estadístiques de les dades de les variacions de l'estrella en velocitat radial que es van obtenir a partir del HIRES, AAPS, i HARPS.

### Característiques
A causa del mètode de detecció utilitzat, se saben algunes propietats del planeta, com la seva òrbita i la massa. Orbita Tau de la Balena a una distància de 0,552 ua (entre les òrbites de Venus i Mercuri en el sistema solar) amb un període orbital de 168 dies i té una massa mínima de 4,3 masses terrestres que el classifica com a superterra. Tau de la Balena e orbita en la zona habitable de Tau de la Balena.

### Possible habitabilitat
Poc se sap actualment sobre la naturalesa de les superterres. Encara suposant que és un planeta tel·lúric com la Terra, és probable que sigui 1,8 vegades més gran que la Terra.
Si té una atmosfera similar a la Terra, la temperatura de la superfície seria del voltant de 70°C. En aquest interval de temperatura, 
l'única vida a la Terra que podria existir en la superfície serien els termòfils.